# Paragonia densicornis
Paragonia densicornis är en fjärilsart som beskrevs av W. Warren 1907. Paragonia densicornis ingår i släktet Paragonia och familjen mätare. Inga underarter finns listade i Catalogue of Life.